# 近藤十郎
近藤 十郎（こんどう じゅうろう、1943年1月10日 - ）は、日本の牧師で神学者、教育者。

## 来歴
福島県郡山市出身。1967年新潟大学人文学部人文科学科英文学専攻を卒業。同志社大学大学院神学研究科に進み、1969年に修了。その後アメリカ合衆国のユニオン神学校大学院で旧約聖書神学を専攻した（1971年修了）。
聖職者としては、日本基督教団で膳所教会伝道師、飫肥教会および鳥取教会の牧師を務めた（1980年まで）。大学勤務中にも牧師の働きは継続し、同志社教会副牧師を経て城陽教会牧師（2013年まで）。
1980年より同志社女子大学に勤務。講師・助教授を経て教授となり、2008年まで在職した。退職後、同大学名誉教授。
2017年4月より、学校法人梅花学園常務理事、学園長。

## 翻訳
- B・S・チャイルズ『出エジプト記 批判的神学的注解』（上下2冊）日本基督教団出版局、1994年